# 罗维尔拉普拉斯
罗维尔拉普拉斯（法語：Rauville-la-Place，法語發音：[ʁovil la plas]）是法国芒什省的一个市镇，属于瑟堡区。

## 地理
罗维尔拉普拉斯（49°23'18"N, 1°30'17"W）面积11.88 平方千米，位于法国诺曼底大区芒什省，该省份为法国西北部沿海省份，西、北、东北三面环大西洋，东起顺时针与卡爾瓦多斯省、奧恩省、马耶讷省和伊勒-维莱讷省接壤。
与罗维尔拉普拉斯接壤的市镇（或旧市镇、城区）包括：圣科隆布、拉博讷维尔、杜沃河畔克罗维尔、雷涅维尔博卡日、圣索沃尔勒维孔特、瓦朗格贝克。

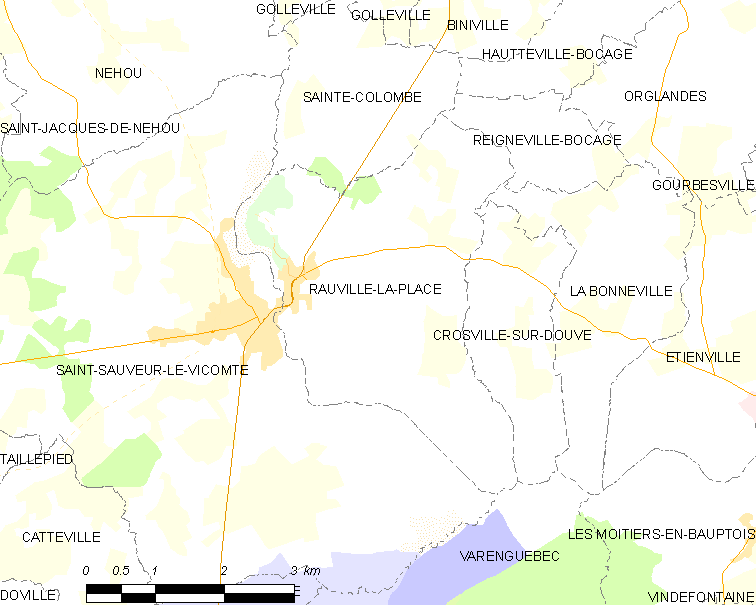
罗维尔拉普拉斯的OSM定位图

罗维尔拉普拉斯的时区为UTC+01:00、UTC+02:00（夏令时）。

## 行政
罗维尔拉普拉斯的邮政编码为50390，INSEE市镇编码为50426。

## 政治
罗维尔拉普拉斯所属的省级选区为科唐坦地区布里克贝克县。

## 人口

1962-2008年间罗维尔拉普拉斯人口变化图示

罗维尔拉普拉斯于2022年1月1日时的人口数量为388人。